# Aleso (mitologia greca)
Nella mitologia greca, Aleso (in latino Haelesus oppure Halesus) è compagno d'armi e figlio di Agamennone, nato da Briseide o Clitemnestra.

## Il mito
Agamennone fuori dal matrimonio ebbe numerose amanti e figli, fra cui tale Aleso.
Clitennestra ed Egisto organizzarono una strage nel palazzo dove il ragazzo risiedeva appena Agamennone ritornò dalla lunga guerra di Troia ma Aleso fu uno dei pochi a scampare alla morte.
Fuggito, si recò in Italia dove fondò la città di Falerii; partecipò alla guerra di Enea e dei Latini contro i Rutuli condotti da Turno alleandosi con quest'ultimo, non tanto per amicizia nei suoi confronti, quanto perché nemico di Enea. Durante lo scontro uccise diversi guerrieri nemici (Ladone, Ferete e Demodoco; Toante colpito da un masso al volto e per finire Strimonio) venendo poi ucciso da Pallante, che intendeva vendicare tutti i compagni uccisi; quando Pallante scagliò l'asta contro uno dei Latini, Aleso gli fece scudo parandoglisi davanti, e fu così che venne colpito dalla lancia del nemico in pieno petto.

### Pareri secondari
Aleso fu anche il nome di uno dei lapiti, famosi  per la loro guerra contro i centauri.

### Fonti
- Pausania, Perigesi della Grecia, Libro II 16, 5
- Omero, Odissea XI 400 e 442
- Ovidio, Ars amatoria Libro III 13,31

### Moderna
- Robert Graves, I miti greci, Milano, Longanesi, 1996, ISBN 88-304-0923-5.
- Angela Cerinotti, Miti greci e di Roma antica, Prato, Giunti, 2005, ISBN 88-09-04194-1.
- Anna Ferrari, Dizionario di mitologia greca e latina, Torino, Utet, 1999,  p. 33, ISBN 88-02-05414-2.
- Pierre Grimal, Dizionario di mitologia greca e romana, Brescia, Paideia, 1987,  p. 36, ISBN 88-394-0387-6.